# Moram
Moram är en ort i Indien.   Den ligger i distriktet Osmanabad och delstaten Maharashtra, i den centrala delen av landet, 1 200 km söder om huvudstaden New Delhi. Moram ligger 586 meter över havet och antalet invånare är 17 696.
Terrängen runt Moram är platt. Runt Moram är det ganska tätbefolkat, med 199 invånare per kvadratkilometer. Närmaste större samhälle är Umarga, 17,1 km öster om Moram. Trakten runt Moram består till största delen av jordbruksmark.